# Boucle d'Oreille
Trochetia boutoniana ou Boucle d'Oreille é uma magnoliophyta da família Malvaceae e endémica em Maurícia.